# Forcipomyia hamoni
Forcipomyia hamoni är en tvåvingeart som beskrevs av Meillon 1959. Forcipomyia hamoni ingår i släktet Forcipomyia och familjen svidknott. Inga underarter finns listade i Catalogue of Life.